# Benoit Dusablon
Benoit Dusablon (né le 1er août 1979 à Sainte-Anne-de-la-Pérade, dans la province de Québec au Canada) est un joueur professionnel canadien de hockey sur glace.

## Carrière
Licencié de la Ligue de hockey junior majeur du Québec, il débuta chez les professionnels avec les Chiefs de Johnstown et les Tiger Sharks de Tallahassee de l'East Coast Hockey League. Lors de la saison 2001-2002, il joua avec les Checkers de Charlotte (ECHL) et avec le Wolf Pack de Hartford dans la Ligue américaine de hockey. Au terme de cette saison, il signa un contrat avec les Rangers de New York de la LNH. Il faudra attendre jusqu'à la saison 2003-2004 avant de le voir évoluer avec les Rangers, il y joua trois parties.
Durant l'été qui suivit, il signa avec les Canadiens de Montréal. Par contre, il ne joua pas une seule partie supplémentaire chez les professionnels. Une blessure l'empêcha de commencer la saison et le 13 janvier 2005, il annonça officiellement sa retraite du hockey.

## Statistiques
| Saison    | Équipe                           | Ligue        |    | Saison régulière | Saison régulière | Saison régulière | Saison régulière | Saison régulière |   | Séries éliminatoires | Séries éliminatoires | Séries éliminatoires | Séries éliminatoires | Séries éliminatoires |
| Saison    | Équipe                           | Ligue        | PJ | B                | A                | Pts              | Pun              | PJ               | B | A                    | Pts                  | Pun                  |                      |                      |
| 1995-1996 | Estacades du Cap-de-la-Madeleine | QAAA[Quoi ?] | 43 | 19               | 31               | 50               | 71               | -                | - | -                    | -                    | -                    |                      |                      |
| 1996-1997 | Mooseheads d'Halifax             | LHJMQ        | 61 | 7                | 7                | 14               | 181              | -                | - | -                    | -                    | -                    |                      |                      |
| 1997-1998 | Mooseheads d'Halifax             | LHJMQ        | 7  | 1                | 0                | 1                | 7                | -                | - | -                    | -                    | -                    |                      |                      |
| 1997-1998 | Foreurs de Val-d'Or              | LHJMQ        | 57 | 14               | 11               | 25               | 56               | 19               | 2 | 9                    | 11                   | 33                   |                      |                      |
| 1998-1999 | Foreurs de Val-d'Or              | LHJMQ        | 67 | 42               | 74               | 116              | 63               | 6                | 2 | 6                    | 8                    | 4                    |                      |                      |
| 1999-2000 | Foreurs de Val-d'Or              | LHJMQ        | 41 | 29               | 52               | 82               | 45               | -                | - | -                    | -                    | -                    |                      |                      |
| 1999-2000 | Mooseheads d'Halifax             | LHJMQ        | 31 | 18               | 35               | 53               | 18               | 10               | 6 | 7                    | 13                   | 12                   |                      |                      |
| 2000-2001 | Chiefs de Johnstown              | ECHL         | 11 | 2                | 3                | 5                | 4                | -                | - | -                    | -                    | -                    |                      |                      |
| 2000-2001 | Tiger Sharks de Tallahassee      | ECHL         | 49 | 21               | 29               | 50               | 33               | -                | - | -                    | -                    | -                    |                      |                      |
| 2001-2002 | Checkers de Charlotte            | ECHL         | 19 | 12               | 13               | 25               | 2                | -                | - | -                    | -                    | -                    |                      |                      |
| 2001-2002 | Wolf Pack de Hartford            | LAH          | 38 | 8                | 15               | 23               | 16               | 9                | 1 | 2                    | 3                    | 4                    |                      |                      |
| 2002-2003 | Wolf Pack de Hartford            | LAH          | 50 | 8                | 16               | 24               | 41               | 1                | 0 | 0                    | 0                    | 0                    |                      |                      |
| 2003-2004 | Checkers de Charlotte            | ECHL         | 19 | 10               | 10               | 20               | 10               | -                | - | -                    | -                    | -                    |                      |                      |
| 2003-2004 | Wolf Pack de Hartford            | LAH          | 35 | 10               | 14               | 24               | 18               | 16               | 2 | 5                    | 7                    | 6                    |                      |                      |
| 2003-2004 | Rangers de New York              | LNH          | 3  | 0                | 0                | 0                | 2                | -                | - | -                    | -                    | -                    |                      |                      |

## Transactions
- 1er octobre 2001 : signe un contrat comme agent libre avec les Rangers de New York ;
- 24 août 2004 : signe un contrat comme agent libre avec les Canadiens de Montréal.